# Meri von KleinSmid
Meri von KleinSmid   (1974) és una música americana, artista i compositora.
Meri von KleinSmid va néixer a Los Angeles, Califòrnia, i de petita va estudiar música coral, piano, violí i flauta. Va ser educada a la Universitat de Washington i Columbia College Chicagoi, on va estudiar història de música i etnomusicología. Va viure durant una estona aCambridge, Anglaterra, però més tard es va anar al àrea Seattle/Vancouver àrea. Ha estat una membre del col·lectiu experimental musical col·lectiu SoniCabal i la Societat de Música Xnesa d'Amèrica del Nord, entre altres organitzacions. El CD 60X60, incloent la seva feina, va guanyar un premi al Just Senzill Folks Premis de Música en Nashville, Tennessee.

## Obres
Obres destacades inclouen:
- Monorail
- What Happens to the Deep-Sea Divers
- I Dreamt the PNE
- Are You Waiting for a Bus?
- Late-Night Café
- Waiting for the 99 B-Line
- Ethereal Tether
- The Observation of Curio No. 19

La seva feina ha estat emesa en CD, incloent:
- CHI-TAPE [American Archive Recordings, AAR005] (U.S.A.)
- Women Take Back the Noise three disc compilation [Ubuibi] (U.S.A.)
- ELEKTRAMUSIC Electroacoustic Music Volume 01 [Elektramusic, ELEK01] (France)
- DISContact! III [CEC-PeP, PEP 007] (Canada)
- Ex Vivo [Mimeomeme-Mimeograph] (U.S.A.)
- 60x60, 2004-2005 2-disc compilation [Vox Novus] (U.S.A.)